# Iniciativa OpenNet
La Iniciativa OpenNet  (ION) era un proyecto conjunto cuyo objetivo era monitorizar e informar sobre las filtraciones en internet y las prácticas de vigilancia por naciones. El proyecto empleó numerosos medios técnicos, así como una red internacional de investigadores, para determinar la extensión y naturaleza de programas de filtraciones en internet usados por el gobierno.  Participando instituciones académicas que incluyeron el Laboratorio de Ciudadanos en el Centro Munk de Estudios Internacionales, la Universidad de Toronto; el Centro Berkman para la Sociedad y el Internet en la Escuela de Derecho de Harvard; el Instituto de Internet de Oxford (OII) en la Universidad de Oxford; y, el Grupo SecDev, el cual se hizo cargo desde del Grupo de Búsqueda de Red Avanzado en el Programa de Seguridad de Cambridge, Universidad de Cambridge.
En diciembre de 2014, los socios de la Iniciativa OpenNet anunciaron que ya no llevarían a cabo ninguna búsqueda bajo el estandarte ION. El sitio web de ION, incluyendo todos los  informes y datos, está siendo mantenido indefinidamente para permitir acceso público continuo a todo el archivo de trabajo y datos publicados de ION

## Métodos
ION utilizó varios métodos para probar y documentar la censura de internet en un país.
- El desarrollo y despliegue de un suite de herramientas de enumeración técnica y metodologías de núcleo para el estudio de las filtraciones y vigilancia de internet;
- La capacidad de construcción entre redes de defensores locales e investigadores;
- Estudios avanzados que exploran las consecuencias de las tendencias actuales y futuras y trayectorias en filtrado y prácticas de vigilancia, y sus implicaciones para la ley doméstica e internacional y regímenes gubernamentales.[2]

## Investigadores principales
Los investigadores principales del ION eran:
- Ronald Deibert: director, el Laboratorio de Ciudadanos, Centro Munk para Estudios Internacionales, Universidad de Toronto
- John Palfrey: director ejecutivo, Centro Berkman para la Sociedad y el Internet, Universidad de Harvard
- Rafal Rohozinski: principal, El Grupo Secdev, anteriormente director, Grupo de Búsqueda de Red Avanzado, Programa de Seguridad de Cambridge, Universidad de Cambridge
- Jonathan Zittrain: profesor de derecho de Internet, profesor de informática, Universidad de Harvard, codirector del Centro Harvard Berkman para la Sociedad y el Internet, anteriormente profesor de Internet gubernamental y control, Universidad de Oxford.

## Logros

### Asia
En diciembre de 2007, el Centro de Búsqueda y Desarrollo Internacional de Canadá aprobó un proyecto de $1.2 millones (CAD) para expandir el trabajo de la Iniciativa OpenNet a 15 países en Asia.  El proyecto tiene como objetivo construir capacidad entre socios localizados en estos países para continunar el trabajo de la Iniciativa Open Net a nivel nacional. ION Asia  está dirigida por Rafal Rohozinski (El Grupo SecDev),  y Ronald Deibert (El Laboratorio de Ciudadanos). El coordinador regional es Al  Alegre (Fundación para Alternativas de Medios de Comunicación, Filipinas).

### Psiphon
Psiphon es una solución de la evasión de la censura que permite a los usuarios acceder a páginas web bloqueadas en países donde el Internet está censurado. Psiphon permite a un ordenador de casa regular actuar como un personal, servidor proxy encriptado que permite al administrador especificar un nombre de usuario y una contraseña que es, sucesivamente, dado a alguien en un país donde la censura en internet es predominante de modo que los usuarios en ese país serán capaces de explorar el internet en una manera seguro y sin censura.
En 2008, Psiphon fue escindido como corporación canadiense que continúa desarrollando sistemas y tecnologías para solucionar la evasión de la censura sistemas y tecnologías. Psiphon mantiene su laboratorio de  búsqueda y desarrollo y su "equipo rojo" de redes de ordenador en El Laboratorio de Ciudadanos, Centro Munk  para Estudios Internacionales, Universidad de Toronto.

### Informes de investigación de censura
Hay muchos trabajos de investigación disponibles de la ONI que muestran cuán generalizada es la censura de Internet en un determinado país o región. Los temas tratados en estos documentos incluyen no solo el software o las soluciones utilizadas para censurar Internet, sino también qué tipo de contenido está bloqueado (político, social, conflicto/seguridad, herramientas de Internet o pornográfico).
Algunas publicaciones recientes seleccionadas incluyen:
- Resumen de la censura y el filtrado de Internet en ocho regiones: Asia, Australia/Nueva Zelanda, la Comunidad de Estados Independientes, Europa, América Latina, Medio Oriente y África del Norte, África subsahariana y Estados Unidos/Canadá.[4]
- Perfiles de países que resumen la situación de censura en Internet e informan los resultados de las pruebas de ONI para el filtrado técnico de Internet en 74 países, desde 2007 hasta la actualidad.[5][6]
- Mapas que proporcionan una representación gráfica de la investigación sobre censura y filtrado de Internet.[7]
- In the Name of God: Faith Based Internet Censorship in Majority Muslim Countries. («En el nombre de Dios: Censura de internet basada en la fe en los países de mayorías musulmanas»).[8]
- La aparición de ciberataques progubernamentales abiertos y organizados en Oriente Medio: el caso del ejército electrónico sirio.[9]
- Oeste que censura al este. Censores de Medio Oriente hacen uso de tecnologías occidentales.[10]
- Contenido policial en ámbitos cuasi públicos.[11]
- Sexo, costumbres sociales y filtrado de palabras clave: Microsoft Bing en los "países árabes".[12]

### Libros
- ION publicó su primer libro, ACCESO DENEGADO—La Práctica y Política del Filtrado de Internet, a través de la Prensa MIT en 2008.[13]
- Un segundo volumen, ACCESO CONTROLADO—La  Formación del Poder, Derechos, y la Norma en el Ciberespacio fue publicado a través de la Prensa MIT en 2010.[14] Este volumen estuvo patrocinado por la OSCE Representante en la Libertad de los Medios de Comunicación.
- Un tercer volumen, ACCESO IMPUGNADO— Seguridad, Identidad, y la Resistencia en el Ciberespacio Asiático fue publicado a través de la Prensa MIT en 2011.[15]

## Fin de la búsqueda
En un anuncio del 18 de diciembre de 2014 ION dijo que:

Después de una década de colaboración en el estudio y la documentación del filtrado de internet  y los mecanismos de control alrededor del mundo, los socios de la Iniciativa OpenNet ya no llevarán a cabo búsquedas bajo el estandarte ION. El sitio web [ION], incluyendo todos los  informes y datos, será mantenido indefinidamente para permitir el acceso público continuado a nuestro archivo entero de datos y trabajos publicados.
Numerosas áreas importantes y convincentes de estudio basadas en investigaciones previas de ION; los colaboradores de ION están persiguiendo activamente a estos de forma independiente, conjunta, y con socios nuevos. Creemos que la relevancia y la utilidad de esta búsqueda continuará creciendo con el tiempo y que nuevas herramientas, métodos, y asociaciones tienen que emerger para conocer este reto que está en marcha.